# Liste kanadischer Notenbanken
Die Liste kanadischer Notenbanken verzeichnet diejenigen Institute, die seit dem 18. Jahrhundert in der geographischen Region, die heute als Kanada bekannt ist, Banknoten emittierten. Wie in anderen britischen Kolonien war die Ausgabe von gedeckten Noten durch private Geschäftsbanken möglich. Die staatlicherseits (durch das treasury der Provinzen) ausgegebenen Scheine waren besonders im frühen 19. Jahrhundert zur Zwischenfinanzierung von Kriegskosten gedacht.

## Gesetzliche Grundlagen
Die Ausgabe von Papiergeld in den nordamerikanischen Kolonien regelte der Currency Act des Londoner Parlaments. Der erste 1751 (24 Geo. II c. 53) galt nur für Neuengland, die Änderung 1764 (4 Geo. III c. 34) weitete die Gültigkeit auf alle nordamerikanischen Besitzungen aus. Die Änderung 1773 (13 Geo. III c. 57) erhöhte die zulässige Ausgabesumme.
Wie in ganz Nordamerika liefen spanische Dollar um. Lange fungierte die 1817 gegründete Banque de Montréal als De-facto-Zentralbank. 1857 bestimmte man, im selben Jahr als die USA die Eigenschaft des mexikanischen Dollars als gesetzliches Zahlungsmittel aufhoben, zu Kurantmünzen den Sovereign, den Eagle und ein auszuprägendes 5-$-Goldstück zu gesetzlichen Zahlungsmitteln. 1859 erging eine gesetzliche Regelung für einen dezimalen „kanadischen“ Dollar, der 1841 als solches erstmals entstanden war. Der British North America Act (1867 c. 3) gestattete die Ausgabe von Kassenscheinen und Noten durch die Regierungen. Durch den Uniform Currency Act vom April 1871 (34 Vict., c. 14) wurde dem US-Dollar angeglichene kanadische Dollar als einheitliche Währung eingeführt. Die 1934 gegründete Bank of Canada hat heute das Notenprivileg. Zur ersten Banknotenserie ab 1935 gehörte eine $25-Note, um dem silbernen Thronjubiläum von George V. zu gedenken.
In den 1930er Jahren gaben einige Gemeinden Notgeld (depression scrip) aus. Geschäftsbanken durften bis 1943 emittieren.

### Neufundland-Dollar

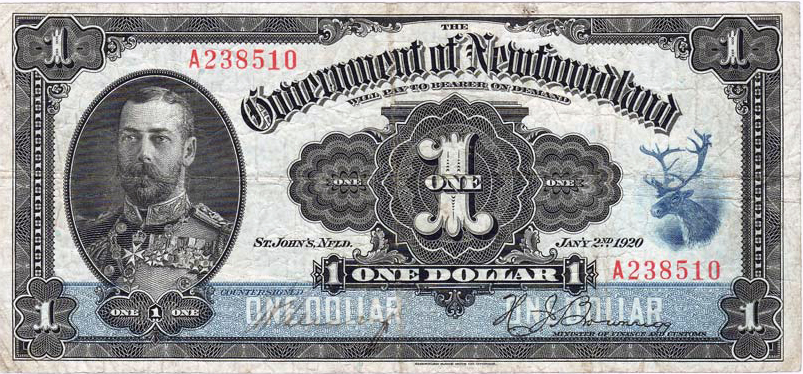
1 $ Government of Newfoundland (1920)

Neufundland behielt einen, seit 1865 ebenfalls dezimal gestückelten, etwas höherwertigen Dollar. Dieser war bis 1895 4 sh 2d, danach bis 1949 4 sh 1,3d wert. Kleingeld in Form von cash notes des Department of Public Works verausgabte man 1901 und 1910. 1920 gab es $1 und $2-Scheine der Regierung.
Geschäftsbanken
Speziell für diese Kolonie gaben in der zweiten Hälfte des 19. Jahrhunderts folgende Banken Noten aus:
- Commercial Bank of Newfoundland
- Union Bank of Newfoundland

## Kolonialzeit
Französisches Notgeld
Zwischen 1680 und 1717 hatte französisches Geld in der Kolonie (monnoye du pays) einen höheren Wert als im Mutterland (monnoye du France). Das Agio betrug zwischen ⅛-⅓.
- „Spielkartengeld“ für Neufrankreich 1685–1689 und 1694–1718.[7]
- „Kartengeld,“ das auf Karton gedruckt wurde, gab es 1729–1857. Daneben liefen staatliche Schuldverschreibungen (ordonnance oder acquit) um.[8]
- Das Schatzamt verausgabte nummerierte Noten von 1753–1760. Ab 1757 lief kaum noch Metall um. Die Kolonialverwaltung erklärte am 15. Oktober 1759 den Bankrott, die britische Eroberung war 1760 vollständig. Eine teilweise Einlösung der Papiere, mit einem Disagio von 50 bis 80 %, erfolgte ab 1766.

Army Bills
Die britische koloniale Armee gab zur Deckung der Kosten im Krieg von 1812/13 verschieden denominierte Notgeldscheine aus. Die höherwertigen, ab 25 Dollar, waren verzinslich. Allgemein galt 1 Dollar (= syn. Piaster) = 5 Shilling.
Hudson’s Bay Company

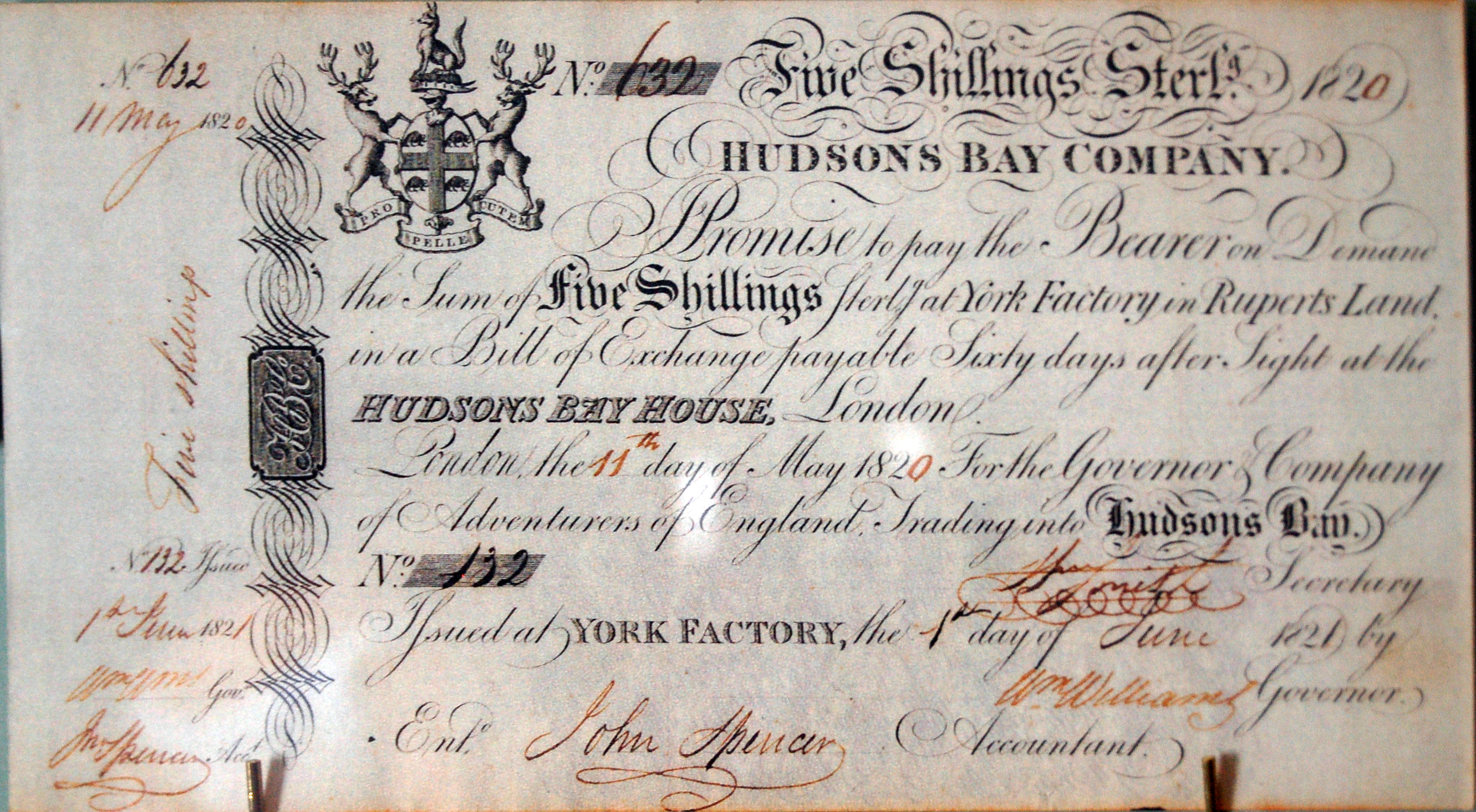
5 sh. Hudson’s Bay Company (Ft. York, 1820)

Man verschiffte ab 1820 aus London an die Faktorei in Fort York (alter Name Torontos vor 1834) Banknoten, die dort durch Gegenzeichnung ihre Gültigkeit erhielten. Diese waren bis 1870 in ₤ denominiert. Ab diesem Jahr gab es, vom Gouverneur von Assiniboia veranlasste, für einzelne Handelsstationen gültige Notgeldscheine (“promissory note” bzw. “card money”) in Dollar.

### Schatzämter der Provinzen
British Columbia
- Treasury: ₤ 1862

Neu-Schottland
- Treasury in Halifax: ₤-Serien 1812, 1813, 1817, 1823, 1825 (1828), 1838, 1848. $-Serien: 1820, 1824, 1830, 1861

Provisional Government of Upper Canada (Ontario)
- 1837: $

Island of Saint John
- Treasury: 1790 1-40 Shilling

Schuldverschreibungen
In den 1850/60ern liefen mehrere Serien von Schuldverschreibungen (debentures) der Province of Canada wie Bargeld um. 1866 erschien eine Dollar-Serie mit diesem Aufdruck.

### Dominion of Canada

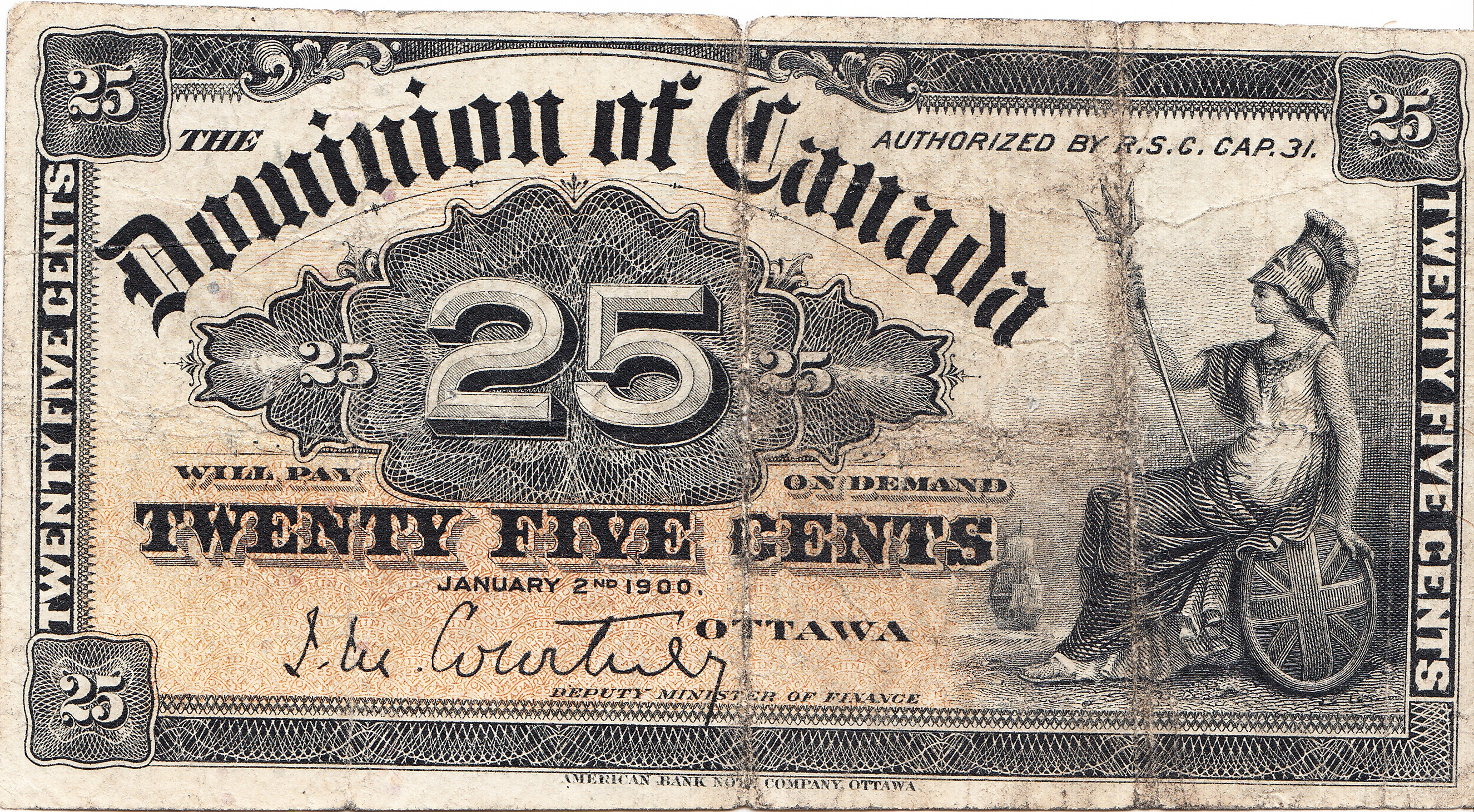
25 cent von 1900

Goldgedeckte Noten mit der Aufschrift Dominion of Canada gab es zu 1 $ und 2 $ ab 1870 auf Basis des Dominion Notes Act. Die ¼-Dollar-Scheine von 1870 sind als “shinplasters” bekannt. 500-$- und 1000-$-Noten gab es seit 1871, es kamen 50-$- und 100-$-Scheine 1872 dazu. Einen ersten 4-$-Schein emittierte man 1882. Gewisse Banknoten hohen Wertes, sogenannte Bank Legal Issues waren nur für den Zahlungsausgleich zwischen Geldhäusern bestimmt. Sie erschienen 1896 (500, 1000, 5000 $), 1901, 1918 (5000 und 50.000 $) sowie 1924. Zum Jahresende 1932 waren Dominion-Noten im Werte von 57,488 Mio. $ ausgegeben, im Umlauf waren davon geschätzte 30-35 Millionen $. Zu dieser Zeit zirkulierten nur noch knapp 28.000 $ von den Provinzen ausgebene Scheine.
Den Druck der meisten Noten besorgte im 20. Jahrhundert die 1897–1923 zur American Banknote Company gehörende Firma Canadian Bank Note in Ottawa, die seit 2006 börsennotiert ist. Kanadische Münzen stellt die Staatsfirma Royal Canadian Mint/Monnaie royale canadienne in Winnipeg her.

### Private Geschäftsbanken
Zahlreiche Institute waren von der Bankenkrise 1835–1838 betroffen. Sehr häufig kamen Scheine im Wert von 4 $ vor, was einem Pfund entsprach. Ab 1871 war dies der niedrigste zulässige Wert. Dieser Betrag wurde 1881 auf 5 $ angehoben. Seit 1890 mussten die Geschäftsbanken untereinander für die Einlösung aller nicht-staatlicher Scheine einstehen. Die Ausgabe durch einzelne Banken unterlag der Aufsicht des Treasury Board. Ein Zwanzigstel der Noten war in einem mit 3 % verzinsten Fond zur Einlagensicherung zu hinterlegen. Vom 3. September 1914 bis 1. Juli 1926 waren die Scheine gesetzliche Zahlungsmittel.
Nachfolgend verzeichnet sind die Ausgaben konzessionierter Banken (“chartered banks”). Es existieren Ausgaben zahlreichen weiterer kurzlebiger oder unkonzessionierter Institute besonders aus der Zeit der Bankenkrise der späten 1830er.

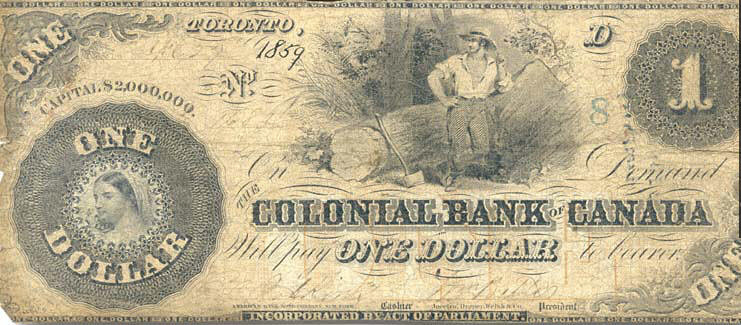
1 $ Colonial Bank of Canada (1859)

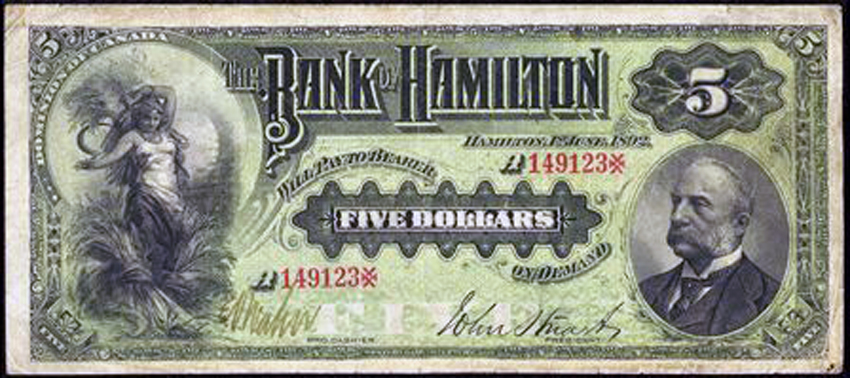
5 $ Bank of Hamilton (1892)

- Bank of British Columbia gegr. 1862, Sitz in London:[16] $-Serien: 1862/63, 1863–1875, 1879, 1894.
- Bank of British North America, gegr. 1835 in London, 1918 mit der Banque de Montréal fusioniert. Eigene Banknoten von 1852–1911. Die ausgebende Filiale bzw. Region ist auf den zahlreichen Serien vermerkt: Brantford (Ont.), Canada-West, Fredericton (nur 1847), Hamilton, Ontario (mehrere Agenturen), Kingston, London, Ottawa, Québec, St. John, St. Stephen (nur 1872), Toronto (1840, kombinierte $/₤-Serie: 1845–1865; $: 1864–1871) und Victoria. Alle Ausgaben der Filiale Montreal ab 1838, konnten in jeder Filiale gegen Kurantmünzen getauscht werden.
- Bank of Hamilton, gegr. 1872, 1924 fusioniert mit dem Vorläuferinstitut der Canadian Imperial Bank of Commerce. Als letzte Serie begab man eine Gedenkausgabe zum 50. Gründungsjubiläum 1922.
- Bank of Montreal/Banque de Montréal gegr. 1817. Die seit den 1820ern ausgegebenen Scheine trugen bis 1857 Währungsbezeichnungen sowohl in Dollar als auch Pfund. Verzichtete 1866–1870 auf Notenausgaberecht. Die letzte Banknote dieser De-facto-Zentralbank erschien in Form eines 5-$-Scheins 1942.[17]
- Bank of Nova Scotia wurde durch Gesetz der Provinz 1832 eingerichtet. ₤-Serie: 1832, ab 1864 bis 1935 zahlreiche Dollar-Ausgaben.
- Bank of the People (Toronto): Gegründet 1835, 1840 von der Bank of Montreal aufgekauft.[18]
- Bank of Ottawa, ger. 1874, 1919 mit der Bank of Nova Scotia fusioniert. $-Serien: 1874, 1888–1891, 1895–1900, 1903, 1906, 1912/13.
- Bank of Toronto, gegr. 1856, fusionierte 1955 mit der Dominion Bank. $-Serie 1856–1865 “Province of Canada.” $-Serie 1876–1880: “Dominion of Canada,” weitere $-Serien: 1887–1929, 1935–1937.
- Bank of Vancouver, gegr. 1910, der Zusammenbruch der Dominion Trust Company im Oktober 1914 führte zur Zahlungsunfähigkeit. $-Serie datiert 2. Mai 1910.
- Bank of Yarmouth, 1860: 20 $, 1870–1891: 4, 5, 10 $.
- Banque d’Hochelaga, $-Serien: 1874–1877, 1880, 1889, 1894, 1898 (1907), 1911, 1914 und 1917–1920.
- Banque Canadienne Nationale, gegr. 1859 in Québec, fusionierte 1919 mit der Banque d’Hochelaga. Erst nach Einziehung der Noten dieses Hauses eigene Dollar-Scheine ab 1925 bis 1935.
- Banque Internationale du Canada, aufgekauft 1913 durch Home Bank of Canada (bankrott 1921, Reste absorbiert von der National Bank of Canada). $-Serie: 1911
- Banque Jacques Cartier, gegr. 1861, fusioniert in die Provincial Bank of Canada. $-Serien: 1862, 1870, 1886–1889 und 1895.
- National Bank of Canada/Banque Nationale, gegr. 1859. $-Serien: 1860, 1870/71 (darunter eine 6$-Note), 1873, 1883, 1891, 1897, 1922.
- Banque du peuple (Montreal), gegr. 1849.[19]
- Banque Provincial du Canada; Zusammenschluss 1899/1900 von Banque Jacques-Cartier (gegr. 1861), Banque d’économie de Québec (gegr. 1848) sowie Banque populaire de Québec (gegr. 1868). $-Serien: 1900, 1907, 1913 (1928), 1935/36.
- Banque de St. Hyacinthe, $-Serien: 1874 und 1880–1892.
- Banque de St. Jean, $-Serien: 1873–1900 und 1906.
- Banque de Ville-Marie, $-Serien: 1873–1890, 1889.
- Barclay's Bank (Canada): $-Serien: 1929, 1935.
- Canadian Bank of Commerce, Gründer kauften die Konzession der 1858 bankrottgegangenen Bank of Canada. $-Serien: 1867–1871, 1879 (1887), 1888 (1893), 1917, 1935.
- City Bank (St. John’s), aufgekauft 1839 von der Bank of New Brunswick. ₤-Serie: 1836–1838.
- City Bank, gegr. 1855, fusionierte 1872 mit der Royal Canadian Bank zur Consolidated Bank of Canada.
- Commercial Bank of Canada, reguläre $-Ausgabe 1857–1861 in Kingston. Eigene Scheine der Filiale Montreal 1857 und 1860–1862.
- Commercial Bank of Manitoba, gegr. 1884, bankrott Juli 1893. 5 und 10 $-Noten 1885 und 1891.
- Commercial Bank of the Midland District (Kingston).[20] Die Ausgaben zwischen 1832 und 1854 sind in Pfund und Dollar denominiert. $-Serien: 1854 (separat für einzelne Filialen)
- Commercial Bank of Windsor, (1860–1898). 1860: 20$, $-Serie: 1870–1898.
- Crown Bank of Canada, gegr. 1904, 1918 übernommen von der Royal Bank of Canada. $-Serie: 1904.
- Dominion Bank (Toronto). $-Serien: 1871–1873, 1876–1888, 1891 (1898), 1896–1901, 1925, 1931, 1938.
- Eastern Townships Bank (Sherbrooke), 1859–1912 übernommen von Canadian Imperial Bank of Commerce. $-Serien: 1859, 1873, 1879 (1893), 1906.
- Exchange Bank of Yarmouth, 1903 übernommen von der Bank of Montreal. 5, 10 und 20 $ 1870/71.
- Farmers Bank of Canada, gegr. 1906 in Toronto, schon 1910 bankrott.
- Gore Bank (Hamilton), gegr. 1835, übernommen von der Canadian Bank of Commerce 1870. 1836–1856 eine $-Serie.
- Halifax Banking Corporation, gegr. 1825, übernommen von der Canadian Bank of Commerce 1903. ₤-Serien: 1825, 1833, ab 1863 $, letzte Serie 1898.
- Home Bank of Canada,[21] bankrott 1921, Reste absorbiert von der National Bank of Canada. $-Serie: 1904–1920.
- Imperial Bank of Canada, gegr. 1873 in Toronto. $-Serien: 1875–1886, 1902, 1902 (1907) Noten in Übergröße, 1915–1917, 1923, 1933/34, 1939.
- Merchants Bank of Canada, gegr. in Montreal 1864, nach massiven Verlusten 1922 von der Bank of Montreal übernommen. $-Serien: 1868–1873, 1900 (1903), 1906, 1917, 1919 Sonderausgabe zum Kriegsende mit George V. in Uniform und „V“ am Obvers.
- Merchants Bank of Halifax, gegr. 1859, 1901 Umbenennung in Royal Bank of Canada (RBC). $-Serien: 1864, 1869, 1878/79, 1880 (1883), 1894 (1899). Als RBC: 1901 (1909), 1913, 1927, 1933, 1935, 1943.
- Merchants Bank of Prince Edward Island, konzessioniert in Charlottetown 1871, 1906 von der Canadian Bank of Commerce aufgekauft. $-Serie: 1871-91, mit Vermerk “Canada Currency” zur Unterscheidung vom geringfügig höherwertigen P.E.I.-Dollar, der bis 1871 galt.
- Molsons Bank, gegr. 1837 in Montreal durch eine Brauerfamilie. Nicht aktiv 1853–1855, dann neu konzessioniert. Sie ist bekannt für die Ausgabe von 6-$- und 7-$-Scheinen im Jahre 1871, die das Porträt von J. H. R. Molson zeigen.[22] Letzte Serie 1922. Übernommen 1925 von der Bank of Montreal.
- Montreal Bank, gegr. 1817, $-Serie: 1817, nach Erteilung einer Konzession 1822 als Bank of Montreal.
- Niagra District Bank, gegr. in St. Catharines 1853, letzte Serie 1872
- Northern Bank, gegr. 1905 in Winnipeg. Fusionierte 1905 mit der Crown Bank of Canada zur Northern Crown Bank. $-Serie: 1905, unter neuem Namen 1908–1914.
- Ontario Bank, gegr. 1857 in Bowmanville, Ont. Vor dem Zusammenbruch 1906 durch Aufkauf durch die Bank of Montreal gerettet. Unterschiedliche $-Serien für die Filialen in Bowmanville und Montreal.
- People’s Bank, (Halifax), gegr. 1864, 1905 Aufkauf durch die Bank of Montreal. Im Design unveränderte $-Serie: 1864–1903.
- People’s Bank, (New Brunswick), gegr. 1864, 1907 Aufkauf durch die Bank of Montreal. $-Serien: 1864–1873, 1885, 1897 (1904).
- Quebec Bank, gegr. als Partnerschaft 1818, konzessioniert 1822, übernommen von der Royal Bank of Canada 1917. $-Serien: 1818, 1819, 1835, 1837–1860, 1843–1865 (doppelte Währungsangabe), 1843–1862, 1863, 1873 (1888), 1898, 1901, 1908 (1911).
- Royal Bank of Canada (ab 1901) siehe Merchants Bank of Halifax.
- Standard Bank of Canada siehe St. Lawrence Bank.
- St. Lawrence Bank, gegr. in Toronto 1872. Nur eine Serie. Umbenennung in Standard Bank of Canada, 1872: Serien 1876–1881, 1890, 1900, 1914, 1924. Aufgekauft 1909 von der Western Bank of Canada. 1924 fusioniert mit der Canadian Bank of Commerce.
- St. Stephens Bank, gegr. 1836. ₤-Serie: 1830er, $-Serien: 1830er, 1846–1860, 1873–1886, 1863, 1892.
- Sterling Bank of Canada, gegr. 1905 in Toronto, fusionierte mit der Standard Bank of Canada 1924. $-Serie 1906.
- Summerside Bank of Prince Edwards Island, gegr. 1866, übernommen von der Bank of New Brunswick, 1901. Serie 1866 mit doppelter Währungsangabe. $-Serien: 1872, 1884–1900
- Traders Bank of Canada, gegr. in Toronto 1885. Fusionierte mit Royal Bank of Canada, 1912. $-Serien: 1885 (1886), 1890, 1897 (1907), 1909, 1910.
- Union Bank of [Lower] Canada, übernommen von der Royal Bank of Canada 1925. Unter erstem Namen Serien 1866 und 1870/71. Verschiedene Serien für Winnipeg und Québec.
- Union Bank of Halifax, gegr. 1856, übernahm 1902 die Commercial Bank of Windsor. Übernommen von der Royal Bank of Canada 1910. 1861: 5 $, $-Serien: 1871 (1904).
- Union Bank of Prince Edwards Island, gegr. 1860 in Charlottetown. Übernommen von der Bank of Nova Scotia 1883.
- United Empire Bank, gegr. als Pacific Bank of Canada. $5 und 10-$-Scheine 1906. Fusioniert mit Union Bank of Canada.
- Western Bank of Canada, gegr. 1882 in Oshawa. Fusionierte mit der Standard Bank 1909. $-Serie: 1882 (1890).
- Weyburn Security Bank, gegr. 1910, 1931 mit Imperial Bank fusioniert.

#### Überseeische Ausgaben
Einige in den karibischen Kolonien aktive kanadische Banken, die meist in Konkurrenz mit den örtlichen Ablegern von Barclay’s standen, gaben durch die Bestände lokaler Filialen gedeckte Scheine aus:
Antigua
- Royal Bank of Canada, 5$ 1913, “5$=₤1, 10 Pence” 1920 und 1938.

Barbados
- Canadian Bank of Commerce, $-Serie 1922, 5$ 1940.
- Royal Bank of Canada, provisorische Ausgabe 1909, mit doppelter Währungsangabe ₤/$-Serien 1920 und 1938.

British Guiana
- Royal Bank of Canada, provisorische Ausgaben 1909 und 1913, mit doppelter Währungsangabe ₤/$-Serien 1920 und 1938.

Dominica
- Royal Bank of Canada, mit doppelter Währungsangabe, provisorische Ausgabe 1909, ₤/$-Serien 1920 und 1938.

Jamaica
Alle Filialen in Kingston.
- Bank of Nova Scotia, ₤-Serie: 1900 (1919/20)
- Canadian Bank of Commerce, ₤-Serien: 1921, 1938
- Royal Bank of Canada, ₤-Serien: 1911, 1938

Grenada
- Royal Bank of Canada, provisorische Ausgabe 1909, mit doppelter Währungsangabe ₤/$-Serien 1920 und 1938.

St. Lucia
- Royal Bank of Canada, “5$=₤1, 10 Pence” 1920.

St. Kitts
- Royal Bank of Canada, provisorische Ausgabe 1913, “5$=₤1, 10 Pence” 1920 und 1938.

Trinidad
- Canadian Bank of Commerce, $-Serie, im größeren Format, um sie von in Kanada umlaufenden Scheinen zu unterscheiden. $-Serie: 1921.
- Royal Bank of Canada, $-Serien: provisorische Ausgabe 1909 (“payable at Port of Spain”), 1920 (eigenes Design für West-Indien, Währungsangabe ₤ und $).
- Union Bank of Halifax, geplante Serie von 1904 wurde nie ausgegeben.